# Midnight Series: Dirty Laundry
Midnight Series: Dirty Laundry (tiếng Thái: ซักอบร้ายนายสะอาด; RTGS: Sak Op Rai Nai Sa-at) là một bộ phim truyền hình Thái Lan phát sóng năm 2023 với sự tham gia của Korapat Kirdpan (Nanon) và Rachanun Mahawan (Film). Đây là một trong ba phần phim của Midnight Series (2022–2023).
Bộ phim được đạo diễn bởi Tichakorn Phukhaotong và sản xuất bởi GMMTV cùng với Hard Feeling Film. Đây là một trong 22 dự án phim truyền hình cho năm 2022 được GMMTV giới thiệu trong sự kiện "GMMTV 2022 Borderless" vào ngày 1 tháng 12 năm 2021. Tuy nhiên, bộ phim bị lùi lại sang năm 2023, được phát sóng vào lúc 18:00 (ICT), thứ Tư và thứ Năm trên nền tảng trực tuyến Disney+ Hotstar, bắt đầu từ ngày 18 tháng 1 năm 2023. Còn trên truyền hình, bộ phim được phát sóng vào lúc 20:30 (ICT), thứ Bảy trên GMM 25, bắt đầu từ ngày 11 tháng 3 năm 2023. Tập cuối được lên sóng vào ngày 2 tháng 2 năm 2023 trên Disney+ Hotstar vào ngày 15 tháng 4 năm 2023 trên GMM 25.

## Diễn viên

### Diễn viên chính
- Korapat Kirdpan (Nanon) vai Night
- Rachanun Mahawan (Film) vai Neon

### Diễn viên phụ
- Naravit Lertratkosum (Pond) vai Judo
- Nipaporn Thititanakarn (Zani) vai Mama Sang
- Tachakorn Boonlupyanun (Godji) vai Chompoo
- Phatchara Thabthong (Kapook) vai Momay
- Jennie Panhan vai Smile
- Patara Eksangkul (Foei) vai Nick